# Hội Mỹ thuật Việt Nam
Hội Mỹ thuật Việt Nam là tổ chức chính trị xã hội nghề nghiệp phi lợi nhuận của các cá nhân và tổ chức nghệ sĩ hoạt động trong lĩnh vực mỹ thuật tại Việt Nam. Hội có tên giao dịch tiếng Anh là Vietnam Fine Arts Association, viết tắt là VFAA.
Hội thành lập năm 1957. Điều lệ Hội sửa đổi hiện hành đã được Bộ Nội vụ Việt Nam phê duyệt tại Quyết định số 861/QĐ-BNV ngày 3 tháng 8 năm 2010.
Văn phòng Hội Mỹ thuật Việt Nam đặt tại địa chỉ số 51 Trần Hưng Đạo, Hà Nội. Hội xuất bản Tạp chí Mỹ thuật.

## Thành lập
Theo "lễ kỷ niệm 60 năm thành lập Hội Mỹ thuật Việt Nam" do Hội tổ chức ngày 12/12/2017 tại Hà Nội và được VTV đưa tin thì Hội Mỹ thuật thành lập năm 1957.
Tuy nhiên trong sự kiện khác, "Giải thưởng Hội Mỹ thuật Việt Nam năm 2018" lại trao tặng cho cuốn sách "70 năm Hội Mỹ thuật Việt Nam 1945-2015". Cuốn sách cho thấy Hội thành lập năm 1945.